# Wladimir Wassiljewitsch Wassiljew
Wladimir Wassiljewitsch Wassiljew (russisch Владимир Васильевич Васильев; * 31. Mai 1921 in Petrograd; † 11. September 1970 in Minsk) war ein sowjetischer Theater- und Film-Schauspieler.

## Leben und Leistungen
Wladimir Wassiljew war der Sohn einer Arbeiterfamilie. Er besuchte ab 1927 die Schule und ließ sich daraufhin von 1935 bis 1938 zum Schauspieler ausbilden. Danach arbeitete er ein Jahr im Zentralen Konstruktionsbüro № 18 in seiner Geburtsstadt und erhielt 1939 ein Engagement beim Leningrader Komödientheater. 1941 meldete sich Wassiljew freiwillig zur Roten Armee, agierte dort aber zunächst noch zwei Jahre als Darsteller. Anschließend gehörte er bis Kriegsende der 36. Reserve-Division an. Im Juli 1945 trat Wassiljew in die KPdSU ein.
Nach der Rückkehr ins Zivilleben spielte der Mittzwanziger zunächst wieder an seiner ehemaligen Wirkungsstätte, wechselte aber 1950 zum Zirkus und verblieb hier bis Februar 1956. In seinen Nummern trat der schlanke, großgewachsene Darsteller stets an der Seite eines anderen Clowns auf, der im Gegensatz zu ihm klein und untersetzt war. Danach spielte Wassiljew kurzzeitig für das Leningrader Theaterstudio der Filmdarsteller, ehe er Anfang 1957 zum Zirkus zurückkehrte, im Juli desselben Jahres aber endgültig wieder zum Theaterstudio wechselte.
Sein Filmdebüt gab der dunkelhaarige Mime bereits 1940 in dem Kurzfilm Голос Тараса (Golos Tarasa) von Wladimir Borisowitsch Feinberg, setzte seine Tätigkeit vor der Kamera jedoch erst 1956 mit einer Statistenrolle in Meine Tochter fort. Nachdem der Regisseur Grigori Kosinzew auf den damaligen Zirkusdarsteller aufmerksam wurde, verpflichtete er ihn für sein Projekt Don Quichotte (1957), um den Hauptdarsteller Nikolai Tscherkassow in Reit- und Kampfszenen als Double zu vertreten. Es folgten noch über 40 Filme, vorwiegend für das Lenfilmstudio, in denen Wassiljew zumeist kleine Nebenrollen gab, die nicht in den Credits genannt wurden. Zu seinen nennenswertesten Projekten zählen Neuland unterm Pflug (1960), der Märchenfilm Снегурочка (Snegurotschka, 1968) und Пятёрка отважных (Pjatjorka otwaschnych, 1970). Wassiljew verkörperte die unterschiedlichsten Charaktere und war u. a. als Anarchist (Балтийская слава, Baltiskaja slawa, 1959), Musiker (Музыканты одного полка, Musykanty odnogo polka, 1965), Soldat (Noktirne, 1966), Schuldirektor (Republik der Strolche, 1966) und Krimineller (Hochzeit in Malinowka, 1967) zu sehen. In dem Sozialdrama Принимаю бой (Prinimaju boi, 1963/65) gab er nochmals die Figur des Don Quijote. Für die russischsprachige Fassung von Die Brücke (1959) sprach Wassiljew außerdem die Dialoge des von Günter Hoffmann dargestellten Sigi ein. Darüber hinaus leitete er von 1959 bis 1963 und dann noch einmal kurzzeitig 1966 die Schauspielerabteilung von Lenfilm.
1970 pendelte Wassiljew aufgrund von Dreharbeiten zwischen Leningrad, Odessa und Minsk. Am 11. September kollabierte der 49-Jährige in einem Restaurant in der belorussischen Hauptstadt und starb noch vor Ort. Anderen Angaben zufolge ereignete sich sein plötzlicher Tod bereits am Minsker Flughafen. Er wurde auf dem Bogoslowskoje-Friedhof in seiner Geburtsstadt beigesetzt. Wassiljews letzter Film, der fürs Fernsehen gedrehte Zweiteiler Обыкновенная Арктика (Obyknowennaja Arktika), lief erst sechs Jahre später an.

## Privates und Ehrungen
Wladimir Wassiljew war mit der Buchhalterin Jewdokija Antonowna verheiratet, die gemeinsame Tochter Galina besuchte das Institut für Kinoingenieure und arbeitete anschließend auch in diesem Bereich.
Er war Träger der Medaillen „Für die Verteidigung Leningrads“ (28. September 1943), „Sieg über Deutschland“ (13. Februar 1946) und „Zum 250jährigen Jubiläum Leningrads“ (1957).

## Filmografie (Auswahl)
- 1956: Meine Tochter (Moja dotsch)
- 1958: Andrejka (Andreika)
- 1959: Der Mantel (Schinel)
- 1960: Neuland unterm Pflug (Podnjataja zelina)
- 1966: Die Verschwörung in der Botschaft (Sagowor poslow)
- 1966: In der Stadt S. (W gorode S.)
- 1966: Republik der Strolche (Respublika SCHKID)
- 1966: Andrej Rubljow
- 1967: Die Kommissarin (Komissar)
- 1967: Aufruhr (Mjateschnaja sastawa)
- 1967: Der Beginn eines unbekannten Jahrhunderts (Natschalo newedomogo weka)
- 1967: Hochzeit in Malinowka (Swadba w Malinowke)
- 1968: Ein uraltes Märchen (Staraja, staraja skaska)
- 1969: Snegurotschka
- 1970: Schuld und Sühne (Prestuplenije i nakasanije)